# منتجع البستان
البستان(بالإنجليزية:  ذا جاردن)‏ هو منتجع شاطئي في غزة يضم مطاعم ومقاهي وحمامات سباحة. يقع على الشاطئ شمال مدينة غزة.
حوالي 800 شخص يأتون في كل يوم عادي. الجو إسلامي للغاية، حيث ترتدي النساء النقاب، وهناك الموسيقى الإسلامية فقط. وقال أحد الزوار لمراسل رويترز: «الجو إسلامي تشعر فيه بالراحة».
وفقا لرويترز تم بناء المنتجع من قبل «جمعية خيرية مرتبطة بحماس»، حضر الاحتفالات فتحي حماد، وزير الداخلية في الحكومة التي تقودها حماس وأعضاء آخرون «بارزون» منتخبون من حماس في المجلس التشريعي الفلسطيني. وفقًا لصحيفة ذي إندبندنت، «هناك افتراض واسع النطاق في غزة بأن حماس... أو على الأقل رجال الأعمال المقربين من الفصيل الإسلامي هم وراء هذا المشروع.»
وفقًا للصحفي المصري أشرف أبو الهول الذي يكتب في جريدة الأهرام، فإن البستان هو واحد من مجموعة المتنزهات السريعة النمو في غزة، بما في ذلك زهرة المدائن ومنتزه كريزي ووتر، وقد تم استكمال الكثير منها بين زيارته. إلى غزة في فبراير/شباط وعودته في يوليو/تموز 2010 «يتعذر التعرف عليها تقريبًا». ويواصل قائلاً: «يسود شعور بالازدهار المطلق، كما يتجلى في المنتجعات الكبرى على طول ساحل غزة وبالقرب منه. لقد أدهشتني البضائع والكماليات التي كانت تملأ متاجر غزة، حيث يتم بيع البضائع بسعر أرخص مما هو الحال في مصر، على الرغم من أن معظمها يأتي من السوق المصرية، وهناك تكاليف شحن إضافية وتكاليف تهريبها عبر الأنفاق - بحيث يمكن من المتوقع أن تكون أكثر تكلفة... لقد تم كسر الحصار حتى قبل ارتكاب جريمة إسرائيل ضد سفن أسطول الحرية في أواخر شهر مايو، وكان كل شيء قادمًا بالفعل إلى قطاع غزة من مصر، وإذا لم يكن الأمر كذلك فلن يكون لرجال الأعمال كان قادرا لبناء العديد من المنتجعات في أقل من أربعة أشهر.»
وفقًا لرويترز، يعد المنتجع جزءًا من «طفرة البناء» في «المرافق الترفيهية» التي دفعت البعض إلى انتقاد حماس لوضع أموال في أماكن ترفيهية مثل البستان ومنتزه كريزي ووتر بدلاً من الإسكان والبنية التحتية. بعد شهرين، تم حرق الحديقة المائية المجنونة من قبل رجال ملثمين في سبتمبر 2010.